# Andrzej Rogiewicz
Andrzej Rogiewicz (ur. 1 marca 1993) – polski lekkoatleta specjalizujący się w biegach długodystansowych.
Brązowy medalista mistrzostw Polski w biegu przełajowym na 10 kilometrów (Bydgoszcz 2016) rozegranym w Żaganiu.
Czterokrotny zwycięzca Silesia Marathonu (2018, 2020, 2021, 2022).